# Liste bekannter Bioethiker
Die Liste bekannter Bioethiker erfasst habilitierte oder anderweitig ausgewiesene Vertreter der Bioethik. Medizinethiker sind in einer eigenen Liste erfasst.

## A
- Günter Altner (1936–2011), deutscher Biologe und evangelischer Theologe

## B
- Kurt Bayertz (* 1948), deutscher Philosoph
- Lutwin Beck (1927–2022), deutscher Arzt (Gynäkologe)

## D
- Ole Döring (* 1965), deutscher Philosoph, Sinologe und Schriftsteller
- Christiane Druml (* 1955), österreichische Juristin

## E
- Eve-Marie Engels (* 1951), deutsche Philosophin

## G
- Erhard Geißler (* 1930), deutscher Genetiker und Molekularbiologe

## J
- Fritz Jahr (1895–1953), deutscher Theologe, Pastor und Lehrer
- Dale Jamieson (* 1947), US-amerikanischer Ökologe und Philosoph

## K
- Alexander S. Kekulé (* 1958), deutscher Arzt und Biochemiker
- Wilhelm Korff (1926–2019), katholischer Theologe

## L
- Erich Loewy (1927–2011), österreichisch-US-amerikanischer Kardiologe

## M
- Giovanni Maio (* 1964), deutscher Mediziner und Philosoph
- Bernhard Mann (* 1950), deutscher Gesundheits- und Sozialwissenschaftler
- Julio Luis Martínez Martínez (* 1964), spanischer Jesuit und Moraltheologe
- Dietmar Mieth (* 1940), deutscher katholischer Theologe

## R
- Ortwin Renn (* 1951), deutscher Soziologe
- Paul Ramsey (1913–1988), US-amerikanischer evangelisch-methodistischer Theologe
- Christoph Rehmann-Sutter (* 1959), Schweizer Philosoph
- Bernard Rollin (1943–2021), US-amerikanischer Philosoph und Nutztierwissenschaftler

## S
- Thomas Schramme (* 1969), deutscher Philosoph
- Elio Sgreccia (1928–2019), römisch-katholischer Kurienerzbischof
- Peter Singer (* 1946), australischer Moralphilosoph

## V
- Effy Vayena (* 1972), griechisch-schweizerische Wissenschaftshistorikerin

## W
- Michael Weingarten (* 1954), deutscher Philosoph
- Hans-Bernhard Wuermeling (1927–2019), deutscher Rechtsmediziner